# Didi (labdarúgó, 1982)
Cleidimar Magalhães Silva vagy közkedveltebb nevén Didi (1982. október 9. –) brazil labdarúgó, az FCM Târgu Mureș csatára.

## Sikerei, díjai
CFR Cluj
- Román bajnok (1 alkalommal): 2008
- Románkupa-győztes (2 alkalommal): 2008, 2009
- Román szuperkupa-győztes (1 alkalommal): 2009

## Külső hivatkozások
- A Brazil Futballszövetség honlapján (portugálul)